# Mercatino di Natale di Metz

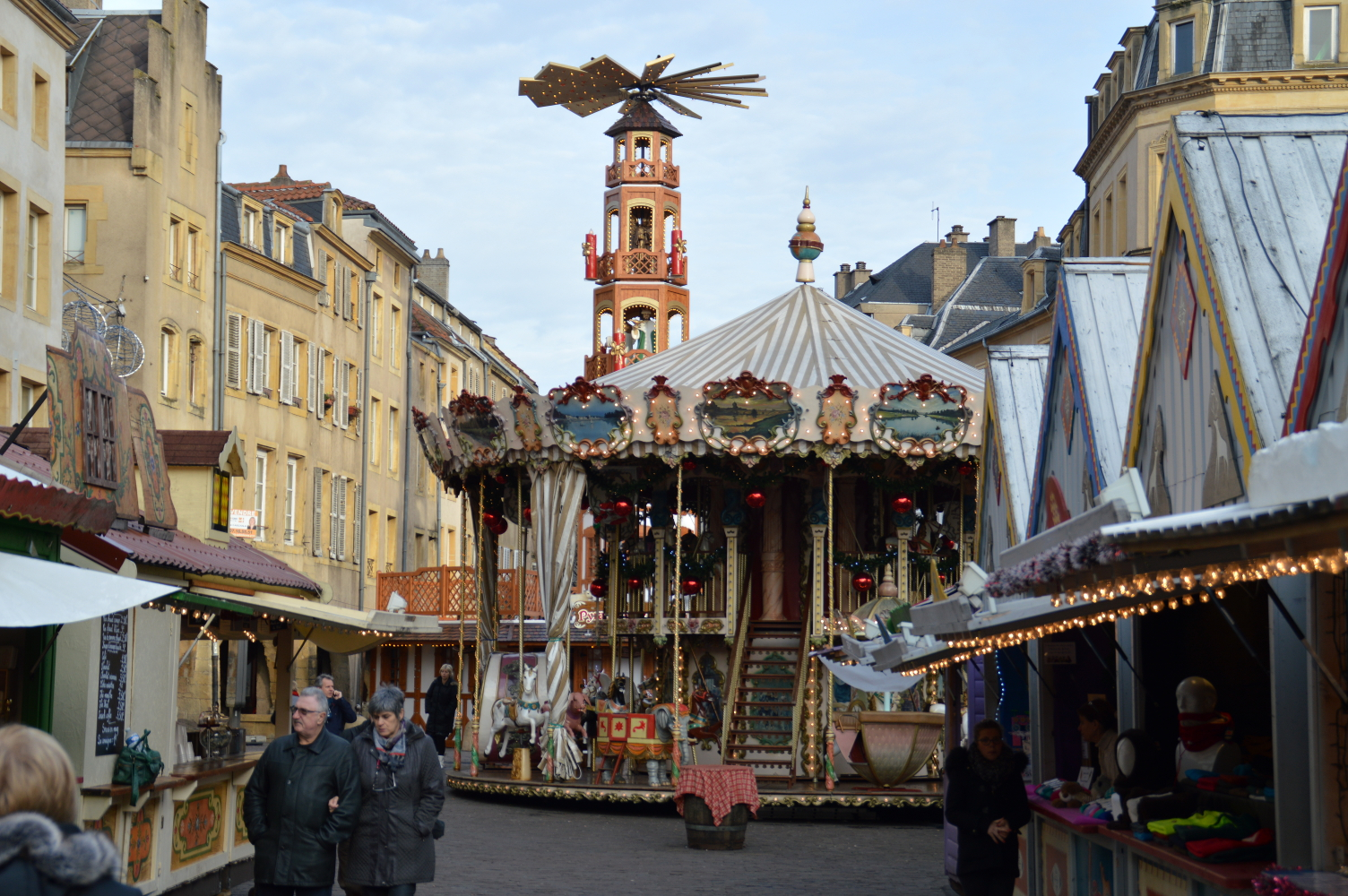
Place Saint-Louis, sede principale del mercatino di Natale di Metz, e, sullo sfondo, la Piramide di Natale.

Il mercatino di Natale di Metz (in lingua francese: marché de Noël de Metz) è un mercatino di Natale che si svolge ogni anno da metà novembre al 31 dicembre a Metz, in Francia. È considerato la seconda manifestazione di questo tipo più importante di Francia dopo quella di Strasburgo.
Inizialmente previsto solo a place Saint-Louis, oggi il mercatino si svolge in più luoghi della città.

## Storia
Il mercatino di Natale di Metz è nato ufficialmente il 2 dicembre 1994. All'epoca la sua unica sede era place Saint-Louis, dove furono installati 50 chalets e varie giostre. Negli anni successivi la manifestazione crebbe sempre di più, ed altri mercatini furono organizzati a partire dal 1999 anche a place Saint-Jacques, place De Gaulle e al parco dell'Esplanade presso place de la République, dove fu posizionato un tendone da circo ospitante presepi provenienti da tutto il mondo. Nel 2000 ad essi si aggiunse anche il mercatino di place de Chambre, e successivamente quello di place d'Armes, ai piedi della Cattedrale di Metz.
Oltre ai tradizionali mercatini, il Natale a Metz offre altre attrazioni: dal 2015 a place Saint-Louis viene montata una piramide di Natale alta 17 metri, una costruzione molto diffusa in Germania, ma che in Francia è presente solo a Metz e Arras. A place d'Armes viene posizionata una grande ruota panoramica che offre una visione dall'alto dell'intera città. Ulteriori attrazioni sono le piste di pattinaggio su ghiaccio e il villaggio di Natale.
All'interno dei mercatini di Natale si inserisce dal 2011 anche la manifestazione nota come Sentiero delle Lanterne, un percorso decorato con lanterne di dimensioni e colori diversi che richiamano a personaggi della tradizione natalizia, e che viene organizzato ogni anno in un giardino o piazza della città diversa.
Nel 2019 il mercatino di Natale di Metz è stato giudicato tra i più belli d'Europa.